# Eugène Auwerkeren
Eugène Auwerkeren (10 de desembre de 1885 – ?) va ser un gimnasta artístic belga que va competir en els anys posteriors a la Primera Guerra Mundial.
El 1920 va prendre part en els Jocs Olímpics d'Anvers, on guanyà la medalla de plata en el concurs complet per equips del programa de gimnàstica.